# Championnat de la Martinique de football 2021-2022
Navigation
Saison précédente Saison suivante
La saison 2021-2022 du Championnat de la Martinique de football de Régional 1 ou Trophée Gérard Janvion met aux prises seize clubs pour le titre de champion de la Martinique de football.
Le lancement de la saison est plusieurs fois repoussé, avant d'être acté à novembre 2021, en raison du contexte sanitaire difficile et la recrudescence de cas de Covid-19 en Martinique. Cela amène à une saison une nouvelle fois marquée par de nombreux reports de matchs pour raisons sanitaires ou sécuritaires (manifestations sociales) et des ajustements aux règlements en cours d'exercice,. Néanmoins, le 24 juin 2022, le Golden Lion de Saint-Joseph, tenant du titre, remporte un quatrième championnat en triomphant du Club franciscain en finale,,.
Pour assurer un retour à seize équipes en 2022-2023, le système de promotion-relégation est revu et la mise en place de barrages instaurée. Ainsi, quatre formations (les deux moins bonnes de chaque groupe) sont directement reléguées en Régional 2 tandis que les septièmes et huitièmes des deux groupes s'affrontent avant de jouer leur maintien face à des clubs de deuxième division. Mais ce sont finalement ces équipes du niveau inférieur qui s'imposent lors des barrages et un total de huit clubs sont relégués alors que quatre promus seront présents au prochain exercice.

## Format
Cette saison 2021-2022 est marquée par la participation de vingt équipes, principalement en raison des conséquences de la pandémie de Covid-19 qui a nuit au bon déroulement des deux dernières éditions qui n'ont pas connu le schéma de promotion-relégation prévu.
Pour revenir à seize équipes en 2022-2023, les deux équipes de chaque groupe terminant aux neuvièmes et dixièmes place sont directement reléguées à l'échelon inférieur tandis que des barrages de promotion/relégation sont aussi instaurés et divisés en deux. Du côté des pensionnaires de Régional 1, le septième du groupe A affronte le huitième du groupe B alors que le septième du groupe B joue face au huitième du groupe A. Les deux perdants sont relégués en Régional 2 tandis que les deux vainqueurs poursuivent leur parcours en barrages. Si les vainqueurs de chaque groupe de Régional 2 sont directement promus en Régional 1, les équipes classées deuxièmes et troisièmes de chacun des deux groupes obtiennent une qualification pour ces barrages. Le second du groupe A affronte le troisième du groupe B tandis que le deuxième du groupe B joue le troisième du groupe A. Enfin, les deux vainqueurs du premier tour de barrages de R1 affrontent ceux de R2 pour les deux dernières places dans l'élite pour la saison 2022-2023.
Pour le titre, seules les trois premières équipes de chaque groupe obtiennent le droit de participer au 6 Majò, la phase finale du championnat. Le meneur de chaque poule est directement qualifié pour les demi-finales, les deuxièmes et troisièmes des groupes A et B se retrouvant pour disputer des quarts de finale,.

## Participants
Un total de vingt équipes participent au championnat, seize d'entre elles étant déjà présentes la saison précédente, auxquelles s'ajoutent quatre promus de Régional 2 que sont l'US Diamantinoise, l'Éclair de Rivière-Salée, le CS Case-Pilote et l'US Riveraine.
| \| Samaritaine Essor Club franciscain Aiglon US Robert Monnérot Trénelle Club colonial Golden Lion RC Saint-Joseph Rivière-Pilote Le Lorrain Ducos Le Marin US Diamantinoise CS Case-Pilote Éclair de Rivière-Salée US Riveraine \| Localisation des équipes engagées. |
| Samaritaine Essor Club franciscain Aiglon US Robert Monnérot Trénelle Club colonial Golden Lion RC Saint-Joseph Rivière-Pilote Le Lorrain Ducos Le Marin US Diamantinoise CS Case-Pilote Éclair de Rivière-Salée US Riveraine                                          |

Légende des couleurs
- Qualifié pour le Caribbean Club Shield 2022
- Promu de Régional 2

| Club                            | Présent depuis | Classement 2020-2021 | Stade                             | Ville          |
| ------------------------------- | -------------- | -------------------- | --------------------------------- | -------------- |
| Golden Lion de Saint-Joseph     | 2009           | Champion             | Stade Henri-Murano                | Saint-Joseph   |
| Samaritaine de Sainte-Marie     | 2017           | 2 (6 Majò)           | Stade Claude-Gélie                | Sainte-Marie   |
| Club franciscain                |                | 3 (6 Majò)           | Stade Pierre-de-Lucy-de-Fossarieu | Le François    |
| Club colonial de Fort-de-France | 2009           | 4 (6 Majò)           | Stade Louis-Achille               | Fort-de-France |
| Essor préchotin                 | 2008           | 5 (6 Majò)           | Stade Albert-Joyau                | Le Prêcheur    |
| Racing Club de Saint-Joseph     | 2017           | 6 (6 Majò)           | Stade Henri-Murano                | Saint-Joseph   |
| Aiglon du Lamentin              | 2002           | 4 (Groupe B)         | Stade Georges-Gratiant            | Le Lamentin    |
| Assaut de Saint-Pierre          | 2020           | 4 (Groupe A)         | Stade Paul Pierre-Charles         | Saint-Pierre   |
| US Robert                       | 2018           | 5 (Groupe A)         | Stade Georges-Spitz               | Le Robert      |
| CO Trénelle                     | 2019           | 6 (Groupe A)         | Stade Pierre-Aliker               | Fort-de-France |
| RC Lorrain                      | 2018           | 5 (Groupe B)         | Stade Joseph-Pernock              | Le Lorrain     |
| UJ Monnérot                     | 2019           | 7 (Groupe A)         | Stade Georges-Spitz               | Le Robert      |
| Racing Club de Rivière-Pilote   |                | 6 (Groupe B)         | Stade Alfred-Marie-Jeanne         | Rivière-Pilote |
| New Star                        | 2015           | 7 (Groupe B)         | Stade Max-Soron                   | Ducos          |
| Golden Star de Fort-de-France   | 2020           | 8 (Groupe A)         | Stade Pierre-Aliker               | Fort-de-France |
| Olympique du Marin              | 2020           | 8 (Groupe B)         | Stade Roger-Bonaro                | Le Marin       |
| US Diamantinoise                | 2021           | Régional 2           | Stade Armand-Ribier               | Le Diamant     |
| Éclair de Rivière-Salée         | 2021           | Régional 2           | Stade de Trénelle                 | Rivière-Salée  |
| CS Case-Pilote                  | 2021           | Régional 2           | Stade Omer-Kromwell               | Case-Pilote    |
| US Riveraine                    | 2021           | Régional 2           | Stade André-Forestal              | Basse-Pointe   |

## Compétition

### Saison régulière
Le classement est établi sur le barème de points suivant (victoire à 4 points, match nul à 2, défaite à 1).
Le départage final se fait selon les critères suivants :
- Le nombre de points.
- La différence de buts générale.
- Le nombre de buts marqués.

| Rang | Équipe                        | Pts | J  | G  | N | P  | Bp | Bc | Diff |
| ---- | ----------------------------- | --- | -- | -- | - | -- | -- | -- | ---- |
| 1    | Golden Lion de Saint-Joseph T | 61  | 18 | 13 | 4 | 1  | 55 | 17 | +38  |
| 2    | CO Trénelle                   | 55  | 18 | 11 | 4 | 3  | 33 | 15 | +18  |
| 3    | US Robert                     | 51  | 18 | 10 | 3 | 5  | 22 | 16 | +6   |
| 4    | Samaritaine de Sainte-Marie   | 50  | 18 | 9  | 5 | 4  | 31 | 15 | +16  |
| 5    | US Diamantinoise P            | 42  | 18 | 5  | 9 | 4  | 25 | 23 | +2   |
| 6    | RC Saint-Joseph               | 41  | 18 | 5  | 8 | 5  | 28 | 20 | +8   |
| 7    | RC Lorrain                    | 37  | 18 | 5  | 4 | 9  | 21 | 30 | -9   |
| 8    | Olympique du Marin            | 33  | 18 | 3  | 6 | 9  | 18 | 30 | -12  |
| 9    | RC Rivière-Pilote             | 31  | 18 | 4  | 1 | 13 | 18 | 45 | -27  |
| 10   | Éclair de Rivière-Salée P     | 24  | 18 | 2  | 2 | 12 | 11 | 51 | -40  |

| Rang | Équipe                          | Pts | J  | G  | N | P  | Bp | Bc | Diff |
| ---- | ------------------------------- | --- | -- | -- | - | -- | -- | -- | ---- |
| 1    | Club colonial de Fort-de-France | 64  | 18 | 14 | 4 | 0  | 46 | 12 | +34  |
| 2    | Club franciscain                | 58  | 18 | 12 | 4 | 2  | 55 | 18 | +37  |
| 3    | Aiglon du Lamentin              | 54  | 18 | 11 | 3 | 4  | 30 | 17 | +13  |
| 4    | CS Case-Pilote P                | 45  | 18 | 8  | 3 | 7  | 28 | 25 | +3   |
| 5    | Golden Star de Fort-de-France   | 45  | 18 | 7  | 6 | 5  | 22 | 20 | +2   |
| 6    | Assaut de Saint-Pierre          | 41  | 18 | 6  | 5 | 7  | 22 | 24 | -2   |
| 7    | US Riveraine P                  | 38  | 18 | 5  | 5 | 8  | 21 | 23 | -2   |
| 8    | New Star de Ducos               | 31  | 18 | 2  | 7 | 9  | 10 | 34 | -24  |
| 9    | Essor préchotin                 | 31  | 18 | 4  | 2 | 12 | 22 | 52 | -30  |
| 10   | UJ Monnérot                     | 20  | 18 | 0  | 3 | 14 | 8  | 42 | -34  |

- Qualification pour les demi-finales du 6 Majò
- Qualification pour les quarts de finale du 6 Majò
- Barrages de relégation en Régional 2
- Relégation en Régional 2

T : Tenant du titre

P : Promu de Régional 2

### 6 Majò
La phase finale, baptisée « 6 Majò », est organisée sous la forme d'un tournoi à élimination directe dont les nouvelles modalités sont décidées lors de l'assemblée générale de la ligue du 24 avril 2022,. Les équipes classées deuxièmes et troisièmes affrontent sur une seule rencontre leurs homologues du groupe opposé. Les vainqueurs des deux quarts de finale rejoignent ainsi les clubs ayant terminés la saison régulière à la première place de leur groupe respectif.
En quarts de finale, Grégory Pastel donne la victoire 1-0 de l'Aiglon du Lamentin sur les plus récents vainqueurs de la Coupe de la Martinique, le CO Trénelle dans la première affiche alors que le Club franciscain se défait facilement de l'US Robert (3-0).
Pour les demi-finales, l'Aiglon du Lamentin manque de créer la surprise en se faisant éliminer par le Golden Lion de Saint-Joseph qui s'impose néanmoins aux tirs au but après un verdict nul et vierge dans le temps réglementaire alors que le Club franciscain l'emporte face au Club colonial par un but à zéro.
En finale, le Club franciscain vise un vingtième et historique titre pour devenir le club le plus titré du championnat mais c'est sans compter un Golden Lion organisé et structuré qui conserve sa couronne et remporte un quatrième titre au terme d'une rencontre chaudement disputée et marquée par de nombreux cartons (3-1),,.
|  | Quarts de finale                        | Quarts de finale                        | Quarts de finale             | Quarts de finale      |                                            |                                | Demi-finales                | Demi-finales                | Demi-finales                | Demi-finales                |  |  | Finale                       | Finale                       | Finale                       | Finale                       |
|  |                                         |                                         |                              |                       |                                            |                                |                             |                             |                             |                             |  |  |                              |                              |                              |                              |
|  |                                         |                                         |                              |                       |                                            |                                | 18 juin, Stade Henri-Murano | 18 juin, Stade Henri-Murano | 18 juin, Stade Henri-Murano | 18 juin, Stade Henri-Murano |  |  | 24 juin, Stade Pierre-Aliker | 24 juin, Stade Pierre-Aliker | 24 juin, Stade Pierre-Aliker | 24 juin, Stade Pierre-Aliker |
|  |                                         |                                         |                              |                       |                                            |                                | 18 juin, Stade Henri-Murano | 18 juin, Stade Henri-Murano | 18 juin, Stade Henri-Murano | 18 juin, Stade Henri-Murano |  |  | 24 juin, Stade Pierre-Aliker | 24 juin, Stade Pierre-Aliker | 24 juin, Stade Pierre-Aliker | 24 juin, Stade Pierre-Aliker |
|  |                                         |                                         |                              |                       |                                            |                                | 18 juin, Stade Henri-Murano | 18 juin, Stade Henri-Murano | 18 juin, Stade Henri-Murano | 18 juin, Stade Henri-Murano |  |  | 24 juin, Stade Pierre-Aliker | 24 juin, Stade Pierre-Aliker | 24 juin, Stade Pierre-Aliker | 24 juin, Stade Pierre-Aliker |
|  |                                         |                                         |                              |                       |                                            |                                | 18 juin, Stade Henri-Murano | 18 juin, Stade Henri-Murano | 18 juin, Stade Henri-Murano | 18 juin, Stade Henri-Murano |  |  | 24 juin, Stade Pierre-Aliker | 24 juin, Stade Pierre-Aliker | 24 juin, Stade Pierre-Aliker | 24 juin, Stade Pierre-Aliker |
|  |                                         |                                         |                              |                       |                                            |                                | 18 juin, Stade Henri-Murano | 18 juin, Stade Henri-Murano | 18 juin, Stade Henri-Murano | 18 juin, Stade Henri-Murano |  |  | 24 juin, Stade Pierre-Aliker | 24 juin, Stade Pierre-Aliker | 24 juin, Stade Pierre-Aliker | 24 juin, Stade Pierre-Aliker |
|  | 1A Golden Lion de Saint-Joseph t. a. b. | 1A Golden Lion de Saint-Joseph t. a. b. | 0 (8)                        | 0 (8)                 |                                            |                                |                             |                             |                             |                             |  |  | 24 juin, Stade Pierre-Aliker | 24 juin, Stade Pierre-Aliker | 24 juin, Stade Pierre-Aliker | 24 juin, Stade Pierre-Aliker |
|  | 1A Golden Lion de Saint-Joseph t. a. b. | 1A Golden Lion de Saint-Joseph t. a. b. | 0 (8)                        | 0 (8)                 | 15 juin, Stade Louis-Achille               |                                |                             |                             |                             |                             |  |  | 24 juin, Stade Pierre-Aliker | 24 juin, Stade Pierre-Aliker | 24 juin, Stade Pierre-Aliker | 24 juin, Stade Pierre-Aliker |
|  |                                         |                                         | 3B Aiglon du Lamentin        | 3B Aiglon du Lamentin | 0 (7)                                      | 0 (7)                          |                             |                             |                             |                             |  |  | 24 juin, Stade Pierre-Aliker | 24 juin, Stade Pierre-Aliker | 24 juin, Stade Pierre-Aliker | 24 juin, Stade Pierre-Aliker |
|  | 2A CO Trénelle                          | 2A CO Trénelle                          | 3B Aiglon du Lamentin        | 3B Aiglon du Lamentin | 0 (7)                                      | 0 (7)                          | 0                           | 0                           |                             |                             |  |  | 24 juin, Stade Pierre-Aliker | 24 juin, Stade Pierre-Aliker | 24 juin, Stade Pierre-Aliker | 24 juin, Stade Pierre-Aliker |
|  | 2A CO Trénelle                          | 2A CO Trénelle                          | 17 juin, Stade Louis-Achille |                       |                                            |                                | 0                           | 0                           |                             |                             |  |  | 24 juin, Stade Pierre-Aliker | 24 juin, Stade Pierre-Aliker | 24 juin, Stade Pierre-Aliker | 24 juin, Stade Pierre-Aliker |
|  | 3B Aiglon du Lamentin                   | 3B Aiglon du Lamentin                   | 1                            | 1                     |                                            |                                |                             |                             |                             |                             |  |  | 24 juin, Stade Pierre-Aliker | 24 juin, Stade Pierre-Aliker | 24 juin, Stade Pierre-Aliker | 24 juin, Stade Pierre-Aliker |
|  | 3B Aiglon du Lamentin                   | 3B Aiglon du Lamentin                   | 1                            | 1                     | 1A Golden Lion de Saint-Joseph             | 1A Golden Lion de Saint-Joseph | 3                           | 3                           |                             |                             |  |  |                              |                              |                              |                              |
|  |                                         |                                         |                              |                       | 1A Golden Lion de Saint-Joseph             | 1A Golden Lion de Saint-Joseph | 3                           | 3                           |                             |                             |  |  |                              |                              |                              |                              |
|  |                                         |                                         | 2B Club franciscain          | 2B Club franciscain   | 1                                          | 1                              |                             |                             |                             |                             |  |  |                              |                              |                              |                              |
|  |                                         |                                         |                              |                       | 1                                          | 1                              |                             |                             |                             |                             |  |  |                              |                              |                              |                              |
|  |                                         |                                         |                              |                       |                                            |                                |                             |                             |                             |                             |  |  |                              |                              |                              |                              |
|  |                                         |                                         |                              |                       |                                            |                                |                             |                             |                             |                             |  |  |                              |                              |                              |                              |
|  | 1B Club colonial                        | 1B Club colonial                        | 0                            | 0                     |                                            |                                |                             |                             |                             |                             |  |  |                              |                              |                              |                              |
|  | 1B Club colonial                        | 1B Club colonial                        | 0                            | 0                     | 14 juin, Stade Pierre de Lucy de Fossarieu |                                |                             |                             |                             |                             |  |  |                              |                              |                              |                              |
|  |                                         |                                         | 2B Club franciscain          | 2B Club franciscain   | 1                                          | 1                              |                             |                             |                             |                             |  |  |                              |                              |                              |                              |
|  | 2B Club franciscain                     | 2B Club franciscain                     | 2B Club franciscain          | 2B Club franciscain   | 1                                          | 1                              | 3                           | 3                           |                             |                             |  |  |                              |                              |                              |                              |
|  | 2B Club franciscain                     | 2B Club franciscain                     |                              |                       |                                            |                                |                             | 3                           |                             |                             |  |  |                              |                              |                              |                              |
|  | 3A US Robert                            | 3A US Robert                            | 0                            | 0                     |                                            |                                |                             |                             |                             |                             |  |  |                              |                              |                              |                              |
|  | 3A US Robert                            | 3A US Robert                            | 0                            | 0                     |                                            |                                |                             |                             |                             |                             |  |  |                              |                              |                              |                              |
|  |                                         |                                         |                              |                       |                                            |                                |                             |                             |                             |                             |  |  |                              |                              |                              |                              |

### Barrages Régional 1 / Régional 2
Les barrages de promotion/relégation sont divisés en deux.
Du côté des pensionnaires de Régional 1, le septième du groupe A affronte le huitième du groupe B tandis que le septième du groupe B joue face au huitième du groupe A. Les deux perdants sont relégués en Régional 2 alors que les deux vainqueurs poursuivent leur parcours en barrages.
Si les vainqueurs de chaque groupe de Régional 2 sont directement promus en Régional 1, les équipes classées deuxièmes et troisièmes de chacun des deux groupes obtiennent une qualification pour ces barrages. Le second du groupe A affronte le troisième du groupe B tandis que le deuxième du groupe B joue le troisième du groupe A. Néanmoins, le CS Vauclinois, deuxième du groupe A, ne participe pas et sa place est finalement occupée par l'équipe suivante au classement, à savoir le Good Luck de Fort-de-France.
Au premier tour de ces barrages, les deux clubs du groupe A se défont de leurs adversaires du groupe B tandis que chez les équipes de Régional 2, les deux formations ayant atteint la deuxième place au classement sont éliminés, laissant le Good Luck et l'AC Vert-Pré disputer la chance d'être promu à l'échelon supérieur.
Les deux barrages finaux pour les places en Régional 1 se déroulent le samedi 25 juin 2022 au Stade Georges-Gratiant du Lamentin. À l'issue de ces deux rencontres très disputées, les deux pensionnaires de Régional 2 obtiennent la promotion dans l'élite, onze ans après l'avoir quitté pour l'AC Vert-Pré et quatre saisons pour le Good Luck.
|  | Pré-barrages          | Pré-barrages          | Pré-barrages                    | Pré-barrages          |                       |                       | Barrages                        | Barrages                        | Barrages                        | Barrages                        |  |  | ' | ' | ' | ' |
|  |                       |                       |                                 |                       |                       |                       |                                 |                                 |                                 |                                 |  |  |   |   |   |   |
|  | 18 juin               | 18 juin               | 18 juin                         | 18 juin               |                       |                       | 25 juin, Stade Georges-Gratiant | 25 juin, Stade Georges-Gratiant | 25 juin, Stade Georges-Gratiant | 25 juin, Stade Georges-Gratiant |  |  |   |   |   |   |
|  | 18 juin               | 18 juin               | 18 juin                         | 18 juin               |                       |                       | 25 juin, Stade Georges-Gratiant | 25 juin, Stade Georges-Gratiant | 25 juin, Stade Georges-Gratiant | 25 juin, Stade Georges-Gratiant |  |  |   |   |   |   |
|  | R1 RC Lorrain         | R1 RC Lorrain         | 4                               | 4                     |                       |                       | 25 juin, Stade Georges-Gratiant | 25 juin, Stade Georges-Gratiant | 25 juin, Stade Georges-Gratiant | 25 juin, Stade Georges-Gratiant |  |  |   |   |   |   |
|  | R1 RC Lorrain         | R1 RC Lorrain         | 4                               | 4                     |                       |                       | 25 juin, Stade Georges-Gratiant | 25 juin, Stade Georges-Gratiant | 25 juin, Stade Georges-Gratiant | 25 juin, Stade Georges-Gratiant |  |  |   |   |   |   |
|  | R1 New Star de Ducos  | R1 New Star de Ducos  | 3                               | 3                     |                       |                       | 25 juin, Stade Georges-Gratiant | 25 juin, Stade Georges-Gratiant | 25 juin, Stade Georges-Gratiant | 25 juin, Stade Georges-Gratiant |  |  |   |   |   |   |
|  | R1 New Star de Ducos  | R1 New Star de Ducos  | 3                               | 3                     | R1 RC Lorrain         | R1 RC Lorrain         | 0 (1)                           | 0 (1)                           |                                 |                                 |  |  |   |   |   |   |
|  | 18 juin               |                       |                                 |                       | R1 RC Lorrain         | R1 RC Lorrain         | 0 (1)                           | 0 (1)                           |                                 |                                 |  |  |   |   |   |   |
|  |                       |                       | R2 Good Luck t. a. b.           | R2 Good Luck t. a. b. | 0 (3)                 | 0 (3)                 |                                 |                                 |                                 |                                 |  |  |   |   |   |   |
|  | R2 AS Morne-des-Esses | R2 AS Morne-des-Esses | R2 Good Luck t. a. b.           | R2 Good Luck t. a. b. | 0 (3)                 | 0 (3)                 | 0                               | 0                               |                                 |                                 |  |  |   |   |   |   |
|  | R2 AS Morne-des-Esses | R2 AS Morne-des-Esses | 25 juin, Stade Georges-Gratiant |                       |                       |                       | 0                               | 0                               |                                 |                                 |  |  |   |   |   |   |
|  | R2 Good Luck          | R2 Good Luck          | 2                               | 2                     |                       |                       |                                 |                                 |                                 |                                 |  |  |   |   |   |   |
|  | R2 Good Luck          | R2 Good Luck          | 2                               | 2                     |                       |                       |                                 |                                 |                                 |                                 |  |  |   |   |   |   |
|  | 18 juin               |                       |                                 |                       |                       |                       |                                 |                                 |                                 |                                 |  |  |   |   |   |   |
|  |                       |                       |                                 |                       |                       |                       |                                 |                                 |                                 |                                 |  |  |   |   |   |   |
|  | R1 US Riveraine       | R1 US Riveraine       | 2                               | 2                     |                       |                       |                                 |                                 |                                 |                                 |  |  |   |   |   |   |
|  | R1 US Riveraine       | R1 US Riveraine       | 2                               | 2                     |                       |                       |                                 |                                 |                                 |                                 |  |  |   |   |   |   |
|  | R1 Olympique du Marin | R1 Olympique du Marin | 3                               | 3                     |                       |                       |                                 |                                 |                                 |                                 |  |  |   |   |   |   |
|  | R1 Olympique du Marin | R1 Olympique du Marin | 3                               | 3                     | R1 Olympique du Marin | R1 Olympique du Marin | 1                               | 1                               |                                 |                                 |  |  |   |   |   |   |
|  | 18 juin               |                       |                                 |                       | R1 Olympique du Marin | R1 Olympique du Marin | 1                               | 1                               |                                 |                                 |  |  |   |   |   |   |
|  |                       |                       | R2 AC Vert-Pré                  | R2 AC Vert-Pré        | 2                     | 2                     |                                 |                                 |                                 |                                 |  |  |   |   |   |   |
|  | R2 Entente Lucéenne   | R2 Entente Lucéenne   | R2 AC Vert-Pré                  | R2 AC Vert-Pré        | 2                     | 2                     | 0                               | 0                               |                                 |                                 |  |  |   |   |   |   |
|  | R2 Entente Lucéenne   | R2 Entente Lucéenne   |                                 |                       |                       |                       |                                 | 0                               |                                 |                                 |  |  |   |   |   |   |
|  | R2 AC Vert-Pré        | R2 AC Vert-Pré        | 1                               | 1                     |                       |                       |                                 |                                 |                                 |                                 |  |  |   |   |   |   |
|  | R2 AC Vert-Pré        | R2 AC Vert-Pré        | 1                               | 1                     |                       |                       |                                 |                                 |                                 |                                 |  |  |   |   |   |   |
|  |                       |                       |                                 |                       |                       |                       |                                 |                                 |                                 |                                 |  |  |   |   |   |   |

## Bilan du tournoi
| Championnat de la Martinique de football 2021-2022 |                                        |
| Champion                                           | Golden Lion de Saint-Joseph (4e titre) |
| Dauphin                                            | Club franciscain                       |
| Qualifications continentales                       |                                        |
| Caribbean Club Shield 2023                         | Golden Lion de Saint-Joseph            |
| Promotions et relégations                          |                                        |
| Promus en Régional 1                               | New Club                               |
| Promus en Régional 1                               | Club péléen                            |
| Promus en Régional 1                               | AC Vert-Pré                            |
| Promus en Régional 1                               | Good Luck de Fort-de-France            |
| Relégués en Régional 2                             | Olympique du Marin                     |
| Relégués en Régional 2                             | RC Lorrain                             |
| Relégués en Régional 2                             | New Star                               |
| Relégués en Régional 2                             | US Riveraine                           |
| Relégués en Régional 2                             | RC Rivière-Pilote                      |
| Relégués en Régional 2                             | Essor préchotin                        |
| Relégués en Régional 2                             | Éclair de Rivière-Salée                |
| Relégués en Régional 2                             | UJ Monnérot                            |